# Eupeodes aurosus
Eupeodes aurosus är en tvåvingeart som beskrevs av He 1993. Eupeodes aurosus ingår i släktet fältblomflugor, och familjen blomflugor. Inga underarter finns listade i Catalogue of Life.